# Carácter de ancho cero

Símbolo de teclado ISO para ZWJ

El carácter de ancho cero ( ZWJ,  /'zwɪdʒ/ o "&#8205;" por código Unicode decimal) es un carácter no imprimible utilizado en la composición tipográfica computarizada (maquetación), sistema de escritura en los que la forma o posición de un grafema (carácter o tipo) depende de su relación con otros grafemas (escritura compleja: CTL), como es el caso de la escritura árabe o cualquier escritura índica. A veces, la escritura griega (bustrofedon) o la escritura romana deben considerarse complejas, como en el uso de un tipo de letra Fraktur (escritura gótica). Cuando se coloca entre dos caracteres que de otro modo no estarían conectados, un ZWJ hace que se impriman en sus formas conectadas (ligaduras).
El comportamiento específico del carácter de ancho cero, o ZWJ, varía dependiendo de lo que se espera del uso predeterminado de la consonante conjunta o ligadura (mostrándose la posibilidad en varios caracteres con un solo glifo); por ejemplo, suprimir el uso de conjunciones en Devanagari (aunque todavía se permite el uso de la forma de unión individual de una consonante muerta, en oposición a una forma halant como sería requerida por la "no unión de ancho cero" o ZWJ), pero induce la uso de conjuntos en cingalés (que no se usan por defecto).
De manera semejante al cingalés, cuando se coloca un ZWJ entre dos emojis (o intercalado entre varios), puede llegar a mostrarse como un solo glifo o emoji (el emoji familiar, compuesto por dos emoji adultos y uno o dos emoji infantiles).
En algunas ocasiones, como es en el siguiente caso de ejemplo en Devanagari, a continuación, el ZWJ se puede usar para mostrar un formulario de unión de forma aislada, cuando se incluye después del carácter y se combina con el código halant (alfasilabario).
El punto de código del carácter es U+200D  ZERO WIDTH JOINER (&zwj;). En la distribución de teclas InScript para idiomas indios, se escribe con la combinación de teclas Ctrl+Shift+1. Sin embargo, muchos teclados usan para este carácter la posición de la tecla "]" en teclados QWERTY.

## Ejemplos

Uso de y ZWJ para seleccionar formas alternativas de devanagari, tamil, kannada, cingalés y emoji.

| Secuencia de caracteres        | Apariencia |
| ------------------------------ | ---------- |
| [ra র] [virama ্] [ya য]        | র্য         |
| [ra র] [ZWJ] [virāma ্ ] [ya য] | র‍্য         |

| Secuencia de caracteres       | Apariencia |
| ----------------------------- | ---------- |
| [ka क] [virāma ्]              | क्          |
| [ka क] [virāma ्] [ZWJ]        | क्‍          |
| [ka क] [virāma ्] [ṣa ष]       | क्ष         |
| [ka क] [virāma ्] [ZWJ] [ṣa ष] | क्‍ष          |

| Secuencia de caracteres      | Apariencia |
| ---------------------------- | ---------- |
| [ra ರ‍] [virāma ್] [ka ಕ]       | ರ್ಕ         |
| [ra ರ‍] [ZWJ] [virāma ್] [ka ಕ] | ರ‍್ಕ         |

| Secuencia de caracteres       | Apariencia |
| ----------------------------- | ---------- |
| [śa ශ] [virāma ්] [ra ර]       | ශ්ර         |
| [śa ශ] [virāma ්] [ZWJ] [ra ර] | ශ්‍ර          |

| Secuencia de caracteres | Apariencia |
| ----------------------- | ---------- |
| [Na ണ] [virāma ്] [ZWJ]  | ൺ          |
| [na ന] [virāma ്] [ZWJ]  | ൻ          |
| [ra ര] [virāma ്] [ZWJ]  | ർ          |
| [la ല] [virama ്] [ZWJ]  | ൽ          |
| [La ള] [virama ്] [ZWJ]  | ൾ          |

| Secuencia de caracteres                                                    | Apariencia | Descripción                          |
| -------------------------------------------------------------------------- | ---------- | ------------------------------------ |
| [Hombre] [ZWJ] [Mujer] [ZWJ] [Niño]                                        | 👨‍👩‍👦         | Familia: Hombre, Mujer, Niño         |
| [Bandera blanca ondeando] [ZWJ] [Arco iris]                                | 🏳️‍🌈         | bandera arcoíris                     |
| [Corredor] [Modificador Emoji Fitzpatrick Tipo-1-2] [ZWJ] [Signo femenino] | 🏃🏻‍♀️         | Mujer Corriendo: Tono De Piel Claro  |
| [Corredor] [Modificador Emoji Fitzpatrick Tipo-6] [ZWJ] [Signo femenino]   | 🏃🏿‍♀️         | Mujer Corriendo: Tono De Piel Oscuro |
| [Hombre] [ZWJ] [Pelo rojo]                                                 | 👨‍🦰         | Hombre: Pelirrojo                    |
| [Persona] [ZWJ] [Gavilla de arroz]                                         | 👨‍🌾         | Agricultor                           |